# Uriah Heep (groupe)
Pour l’article homonyme, voir Uriah Heep (personnage).
Uriah Heep (/jʊˈraɪə hiːp/) est un groupe britannique de hard rock originaire de Londres en Angleterre.
Il est formé en 1967 initialement sous le nom de The Stalkers puis Spice, avant de changer pour Uriah Heep en 1969. Grâce à des albums au succès commercial notable, dans les années 1970, le groupe connaît le succès en Grande-Bretagne et en Europe continentale, mais moins aux États-Unis. Ses chansons les plus célèbres sont Gypsy, Lady in Black, July Morning, The Wizard, Easy Livin', Wonderworld, Return to Fantasy et Weep in Silence.
L'originalité du groupe consiste en la collaboration entre un guitariste au son hard (Mick Box), utilisant fréquemment la pédale wah-wah, un chanteur aux capacités étonnantes (David Byron), employant volontiers le vibrato, et un claviériste-guitariste (Ken Hensley), apportant une touche très subtile, mélodique, progressive ou folk, le tout enrichi par des arrangements de chœurs.

## Historique

### Débuts (1967–1971)
Le titre de leur premier album, Very 'eavy... Very 'umble, est une référence à une phrase récurrente (« very 'umble ») de Uriah Heep, personnage du roman David Copperfield de Charles Dickens, dont le groupe a tiré son nom. La pochette du disque, avec un visage étrange couvert de toiles d'araignées, donne le ton. Gypsy, la chanson qui ouvre l'album avec son riff lourd et efficace, restera l'une des chansons préférées du public.
Le deuxième album, Salisbury, plus proche du rock progressif, contient une pièce de 16 minutes et est accompagné d'un orchestre. Une des chansons de Salisbury est Lady in Black, probablement le titre le plus connu du groupe. On y retrouve Bird of Prey avec son tempo très heavy, The Park aux ambiances délicates, Time to Live au riff efficace, mais aussi, High Priestess aux accents très proches de Yes, un autre groupe rock britannique plus proche du rock progressif.
Look at Yourself, troisième album paru fin 1971, inclut le single July Morning. La pochette est amusante puisqu'on peut s'y mirer soi-même au recto, qui comporte un miroir. Le bassiste Paul Newton fait sa dernière apparition dans le groupe. Des membres importants sont recrutés. Lee Kerslake prend place derrière les fûts et Gary Thain, bassiste doué, complète la formation. La formation reste stable pendant quelques années. La musique et les couvertures sont de plus en plus proches du rock progressif, mais gardent cette touche électrique et heavy caractéristique.

### Succès (1972–1976)
En 1972 sort Demons and Wizards, avec le morceau Easy Livin', qui donnera naissance à un single et sera un hit. L'album se termine par un morceau de près de 15 minutes (avec ambiance « floydienne » et chœurs aériens) : Paradise/The Spell. Cette année 1972 est particulièrement prolifique, puisqu'un autre album est mis sur le marché : The Magician's Birthday avec la pochette signée Roger Dean. On retiendra les brillants Sunrise, Echoes in the Dark, Sweet Lorraine.

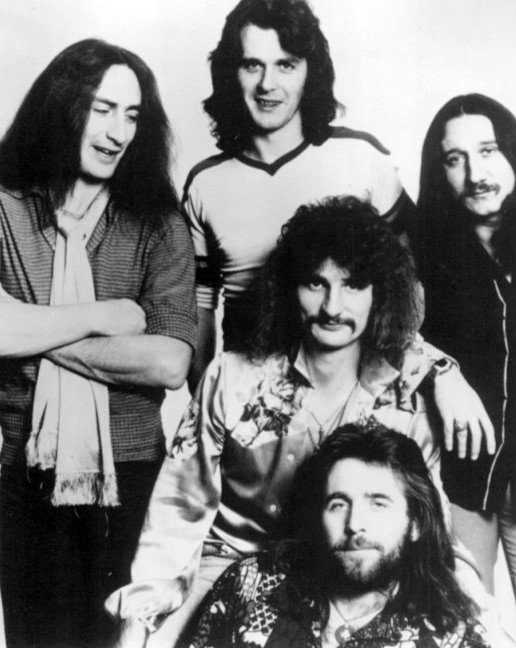
Uriah Heep en 1976.

Les concerts du groupe sont enregistrés et, au tout début de l'année 1973, apparaît leur premier album live, Uriah Heep Live, avec sa couverture noire très sobre. Toujours en 1973, un nouvel album studio voit le jour : Sweet Freedom. Uriah Heep est toujours au sommet de sa forme.
En 1974, un autre album, Wonderworld, est enregistré.
Toutefois, un premier incident va obscurcir l'ascension du groupe. Gary Thain, le bassiste, s'électrocute gravement durant un concert. Sa santé en sera considérablement altérée. Le 8 décembre 1975, âgé de 27 ans, il est retrouvé mort chez lui, victime d'une surdose d'héroïne. John Wetton, ancien membre de King Crimson, le remplace dans Uriah Heep. Le groupe enregistre deux albums qui marquent la fin de la première grande période : Return to Fantasy et High and Mighty, dont le premier titre, One Way or Another est chanté par John Wetton lui-même. High and Mighty est le dernier album de Uriah Heep avec David Byron, le chanteur d'origine, qui préfère ensuite voler de ses propres ailes.
Après le remplacement de David Byron en 1976 par John Lawton, les compositions du groupe passent d'un univers fantasy à un hard rock plus classique. Trevor Bolder, qui a été le bassiste de David Bowie à l'époque des Spiders from Mars, rejoint la formation.

### Période post-David Byron (1977–1986)

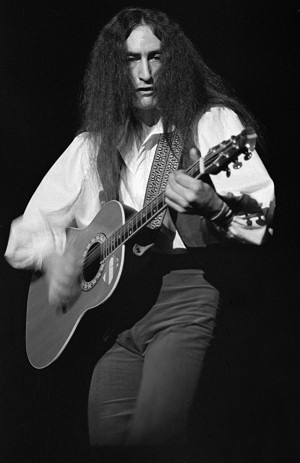
Ken Hensley à Chateau Neuf le 1er avril 1977.

En 1977 sortent deux albums : Firefly et Innocent Victim.
En 1978 est enregistré un autre disque : Fallen Angel, qui comprend une ballade, Come Back to Me. John Lawton est à son tour remplacé par John Sloman, en 1980.
Le groupe enregistre l'album Conquest, peu remarqué et pourtant non dépourvu d'intérêt. Chris Slade, qui connaîtra ses heures de gloire en tant que batteur d'AC/DC, se joint au groupe pour cet album. La couverture fait allusion à la célèbre photo de la bataille d'Iwo Jima, dans les îles du Pacifique, durant la fin de la Seconde Guerre mondiale. Les soldats sont remplacés par les musiciens du groupe. Puis Ken Hensley abandonne également son poste. Il préfère se consacrer à la spiritualité et au mysticisme. Toutefois, il ne délaisse pas tout à fait la musique, puisqu'il fera une apparition avec le groupe de rock sudiste Blackfoot. Ce départ aurait dû sonner le glas du groupe, car il en était non seulement le claviériste et guitariste, mais aussi le principal compositeur.
Pourtant, en 1981, contre toute attente, le groupe se reforme. Peter Goalby remplace John Sloman au chant, Bob Daisley remplace à la basse Trevor Bolder, et Lee Kerslake remplace Chris Slade à la batterie. Le groupe, ainsi composé, sort deux albums : Abominog (1982) et Head First (1983). Trevor Bolder réintègre le groupe en 1983. Cette nouvelle formation devait s'appeler « Mick Box band », mais la maison de disques a tenu à ce que soit conservé le nom de Uriah Heep, plus vendeur.
David Byron, le chanteur d'origine, meurt de complications liées à l'alcool, y compris de maladies hépatiques et d'épilepsie, à l'âge de 38 ans en février 1985.

### Années suivantes (1987–2006)

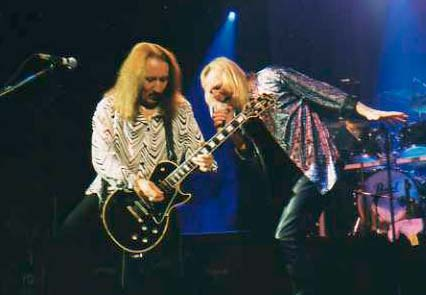
Mick Box et Bernie Shaw à Londres en 2001.

En 1985 sort l'album Equator, suivi de quatre autres jusqu'en 1998, avec Sonic Origami.
Entre 1986 et 2007, après l'entrée du chanteur Bernie Shaw, la composition du groupe reste inchangée, jusqu'à ce que le batteur Lee Kerslake quitte le groupe, en janvier 2007, pour raisons de santé, et soit remplacé par Russell Gilbrook.
En 2008 parait l'album Wake the Sleeper. Le groupe retourne aux textes fantastiques. Ils utilisent la double batterie sur deux titres de Wake the Sleeper : Wake the Sleeper et Warchild. Beaucoup de critiques aiment Wake the Sleeper et disent que c'est l'un des meilleurs albums du groupe.
Uriah Heep, qui joue dans plus de quarante pays à travers le monde, ne connaît plus un grand succès en France. Cela n'a pas toujours été le cas. Entre 1973 et 1978, 
il se produit 12 fois en France. Le 6 septembre 2009, après presque 25 ans d'absence à Paris, il donne un concert remarqué à l'Olympia, avec Blue Öyster Cult.

### Années 2010

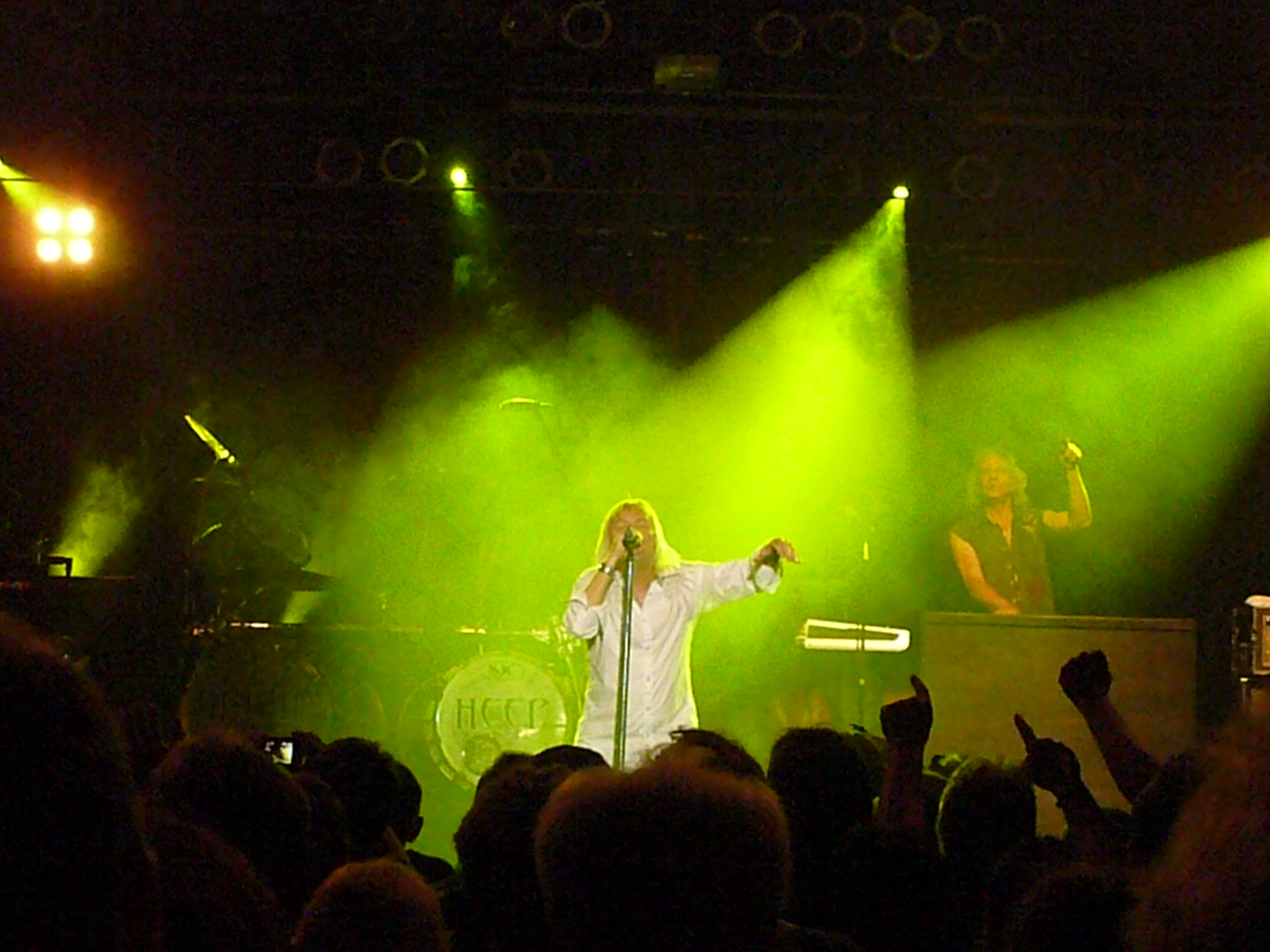
Bernie Shaw et Phil Lanzon avec Uriah Heep le 16 mai 2011 à Sarrebruck.

En 2011, Uriah Heep sort l'album Into the Wild, qui a un son plus massif et plus lourd que le précédent. En est issu le clip du single Nail on the Head.
Le bassiste Trevor Bolder meurt le 21 mai 2013 d'un cancer et est remplacé par Davey Rimmer.
En 2014 sort l'album Outsider.
En 2016, ils jouent quelques dates japonaises à la Legends Rock Cruise.
Le 31 janvier 2017, l'ancien chanteur-bassiste John Wetton meurt d'un cancer.
Le 16 novembre 2017 est annoncé un 25e album intitulé ''Living the Dream'', avec le producteur Jay Ruston. L'album est attendu pour la fin 2018 et est suivi d'une tournée. Uriah Heep a longtemps été boudé par la critique qui salue cette fois un des meilleurs albums du groupe.
Le 19 septembre 2020, l'ancien batteur Lee Kerslake meurt lui aussi d'un cancer, et le 4 novembre suivant, c'est au tour de l'ancien claviériste Ken Hensley de mourir de maladie.
Le 29 juin 2021, l'ancien chanteur John Lawton meurt à 74 ans.
Mais si les anciens membres décèdent les uns après les autres, le groupe, lui,  semble insubmersible. 16 octobre 2022, après 13 ans d'absence, Uriah Heep se produit à nouveau à Paris, à l'Olympia, dans le cadre de la tournée de son 50e anniversaire.

## Style musical
Le style musical de Uriah Heep est catégorié par la majeure partie de la presse spécialisée de hard rock voire heavy metal,,,,,,. Ils sont aussi catégoriés metal progressif, rock progressif et blues. Le style vocal de David Byron a toujours été caractéristique du style musical de Uriah Heep,.

## Membres
Le groupe a toujours été constitué de cinq musiciens : un chanteur, un guitariste, un claviériste, un batteur et un bassiste. La formation la plus célèbre est celle du début des années 1970 autour du bloc inchangé de David Byron, Mick Box, Ken Hensley, Gary Thain et Lee Kerslake.
Mick Box est le seul membre du groupe présent depuis le début en 1969 et le seul de la formation classique encore en vie.

### Membres actuels
- Bernie Shaw – chant (depuis 1986)
- Mick Box – guitare, chœurs (depuis 1969)
- Davey Rimmer – basse, chœurs (depuis 2013)
- Phil Lanzon – claviers, chant (depuis 1986)
- Russell Gilbrook – batterie, chœurs (depuis 2007)

### Anciens membres
- Ken Hensley (†) : claviers, guitare, chant, chœurs (1969-1980), mort le 4 novembre 2020
- David Byron (†) : chant (1969-1976), mort le 28 février 1985
- Paul Newton : basse, chœurs (1969-1971)
- Alex Napier : batterie (1969-1970)
- Nigel Olsson : batterie (1970)
- Keith Baker : batterie (1970)
- Ian Clark : batterie (1970-1971)
- Lee Kerslake (†) : batterie, chœurs (1971-1979, 1981-2007), mort le 19 septembre 2020
- Mark Clarke : basse (1971-1972)
- Gary Thain (†) : basse (1972-1975), mort le 8 décembre 1975
- John Wetton (†) : basse, chant, mellotron (1975-1976), mort le 31 janvier 2017
- Trevor Bolder (†) : basse (1976-1981, 1983-2013), mort le 21 mai 2013
- John Lawton (†) : chant (1976-1979), mort le 29 juin 2021
- John Sloman : chant, claviers, percussions (1979-1981)
- Chris Slade : batterie (1979-1981)
- Gregg Dechert : claviers (1980-1981)
- John Sinclair : claviers, chœurs (1981-1986)
- Peter Goalby : chant (1981-1985)
- Bob Daisley : basse, chœurs (1981-1983)
- Steff Fontaine : chant (1986)

### Membres de tournée
- Mac Potter : basse (2011), en remplacement temporaire de Trevor Bolder.
- John Howitt : basse (2013), en remplacement de Trevor Bolder, malade.
- Stefan Berggren : chant (2016), sur deux concerts en remplacement de Bernie Shaw, absent pour raisons familiales.
- Don Airey : claviers (2020), sur deux concerts en janvier, en remplacement de Phil Lanzon, absent à la suite du décès de son fils.

## Discographie
- 1970 : Very 'eavy... Very 'umble
- 1971 : Salisbury
- 1971 : Look at Yourself
- 1972 : Demons and Wizards
- 1972 : The Magician's Birthday
- 1973 : Sweet Freedom
- 1974 : Wonderworld
- 1975 : Return to Fantasy
- 1976 : High and Mighty
- 1977 : Firefly
- 1977 : Innocent Victim
- 1977 : Fallen Angel
- 1978 : Conquest
- 1982 : Abominog
- 1982 : Head First
- 1983 : Equator
- 1985 : Raging Silence
- 1991 : Different World
- 1995 : Sea of Light
- 1998 : Sonic Origami
- 2006 : Between Two Worlds
- 2008 : Wake the Sleeper
- 2009 : Celebration
- 2011 : Into the Wild
- 2014 : Outsider
- 2015 : The Magician's Birthday Party
- 2015 : Acoustically Driven
- 2015 : Totally Driven
- 2018 : Living the Dream
- 2023 : Chaos & Colour